# NGC 4306
NGC 4306 ist eine leuchtschwache linsenförmige Galaxie vom Hubble-Typ SB0 im Sternbild Jungfrau nördlich der Ekliptik. Sie ist schätzungsweise 86 Millionen Lichtjahre von der Milchstraße entfernt und hat einen Durchmesser von etwa 40.000 Lichtjahren. Zusammen mit NGC 4305 bildet sie das gravitativ gebundene Galaxienpaar Holm 381 oder KPG 333. Gemeinsam mit acht weiteren Galaxien ist sie Teil der NGC 4461-Gruppe (LGG 286) und unter der Katalognummer VCC 523 wird sie als Mitglied des Virgo-Galaxienhaufens aufgeführt.
Im selben Himmelsareal befinden sich u. a. die Galaxien NGC 4267, IC 3233, IC 3246, IC 3258.
Das Objekt wurde am 16. April 1865 von Heinrich Louis d’Arrest entdeckt.